# San Sperate
San Sperate é uma comuna italiana da região da Sardenha, na província da Sardenha do Sul, com  cerca de 6.825 habitantes. Estende-se por uma área de 26 km², tendo uma densidade populacional de 263 hab/km². Faz fronteira com Assemini, Decimomannu, Monastir, Sestu, Villasor.

## Demografia
| Variação demográfica do município entre 1861 e 2011                               |
|                                                                                   |
| Fonte: Istituto Nazionale di Statistica (ISTAT) - Elaboração gráfica da Wikipedia |